# David Adams (Filmproduzent)
David Telfer Adams (* 5. September 1923 in Toronto; † 8. Oktober 2006 in Henderson, Nevada) war ein kanadischer Filmproduzent.

## Leben
Adams war im Zweiten Weltkrieg bei der Royal Canadian Air Force aktiv. Anschließend studierte er in Vancouver an einer Kunsthochschule und war als Highschoollehrer in North Battleford tätig, wo er seine zukünftige Frau Lynn kennenlernte. Er zog mit ihr nach Kalifornien. Hier gründeten sie 1959 das Filmstudio Adams Productions. Adams’ erster Film That They May Live entstand 1959. Adams Productions wurde 1962 in Pyramid Films umbenannt und produzierte vor allem Dokumentar- und Lehrfilme. Zu den größten Erfolgen des Studios wurde 1968 der Kurzdokumentarfilm Why Man Creates, der mit einem Oscar ausgezeichnet und später in das National Film Registry aufgenommen wurde.
Für Solo von Mike Hoover erhielt Adams als Produzent 1973 eine Oscarnominierung in der Kategorie Bester Kurzfilm. Im folgenden Jahr wurde Adams mit Nick Bosustow für The Legend of John Henry für einen weiteren Oscar nominiert, diesmal in der Kategorie Bester animierter Kurzfilm.
Adams starb 2006 an Herzversagen. Pyramid Films, das in Pyramid Media umbenannt wurde, wird von Adams’ Tochter Denise Adams weitergeführt.

## Filmografie (Auswahl)
- 1971: Basic Film Terms: A Visual Dictionary
- 1972: The Legend of Sleepy Hollow
- 1972: Solo
- 1973: The Legend of Paul Bunyan
- 1974: The Legend of John Henry
- 1979: Meadowlark Lemon Presents the World
- 1980: Dinosaur
- 1987: Dinosaurs!

## Auszeichnungen
- 1973: Oscarnominierung, Bester Kurzfilm, für Solo
- 1974: Oscarnominierung, Bester animierter Kurzfilm, für The Legend of John Henry